# 日南町営バス

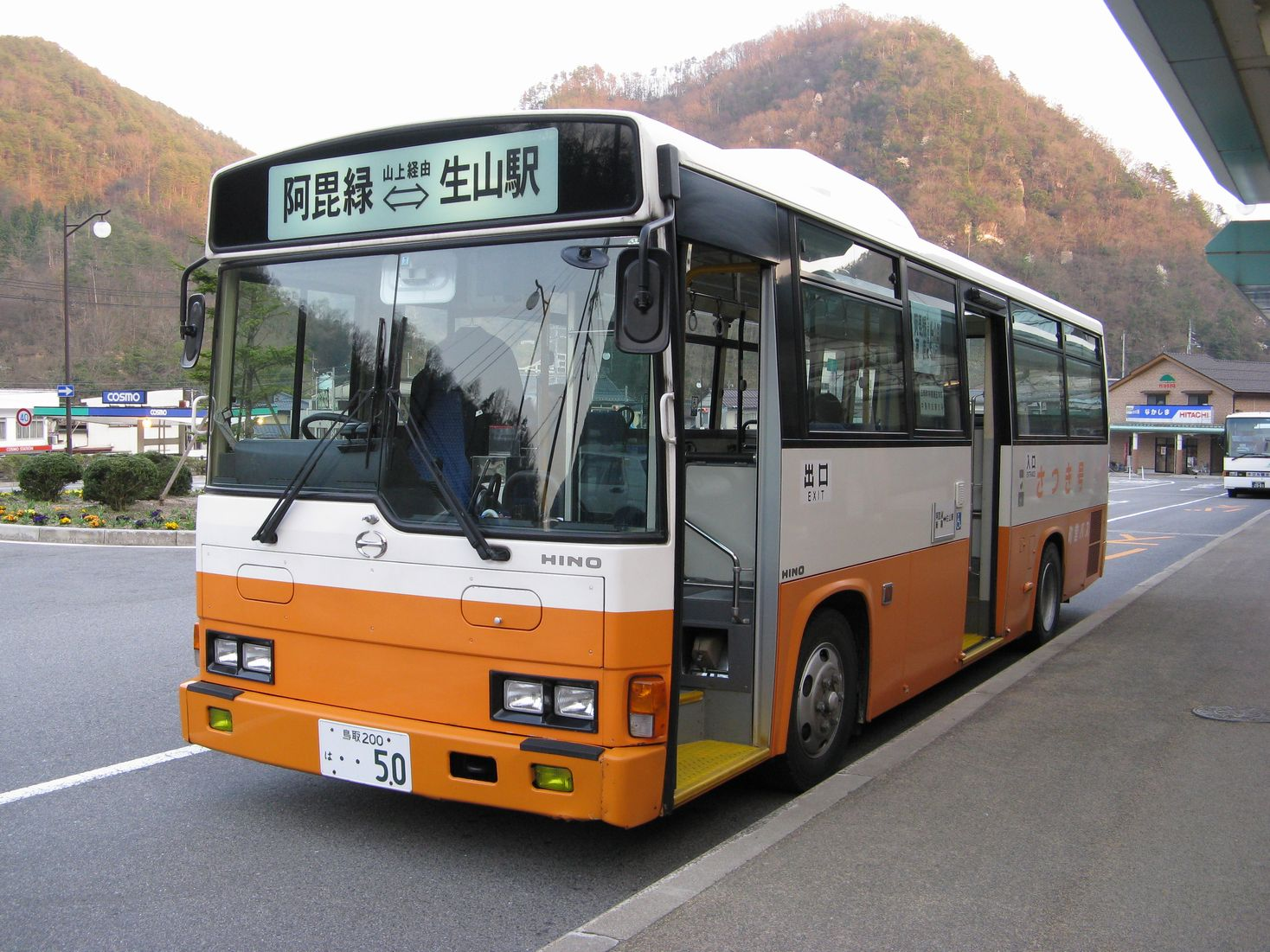
山上線「さつき号」
生山駅前にて

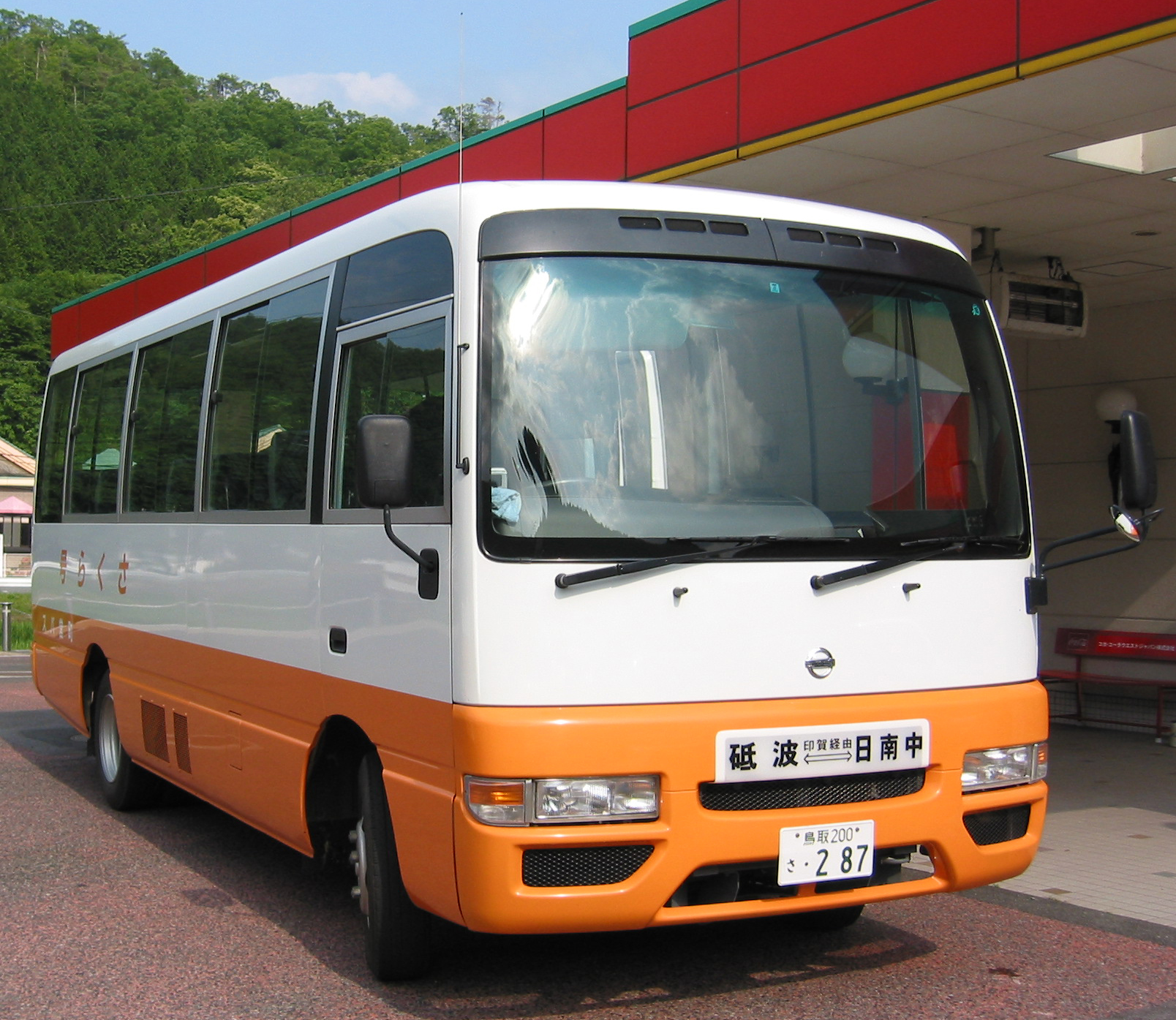
大宮線「さくら号」
日産・シビリアン

日南町営バス（にちなんちょうえいバス）は、鳥取県日野郡日南町が運行するコミュニティバス（自治体バス）である。自家用自動車（白ナンバー）による有償運送路線で、6路線が運行されており、運行は業者に委託している。2021年現在は共立メンテナンス、日南交通有限会社、NPO法人多里まちづくりサポートセンターに運行委託している。
一部の路線は隣接する日野町へも乗り入れている。

## 歴史

### 町営バスへの転換
1959年（昭和34年）に成立した日南町は、鳥取県の約1割を占める340平方キロメートルの広大な面積を有する。かつては交通の要衝として伯耆国・出雲国・備後国・備中国（現在の鳥取・島根・広島・岡山の各県にあたる）の人的・物的交流があり、たたら製鉄や日本有数のクロム鉱山と言われた若松鉱山などで栄えた歴史があった。しかし現在は県庁のある鳥取市から遠く離れていることもあり、少子高齢化が急速に進み人口密度も県内最低水準にある。このため町内には交通不便地域が多数存在する。
町内では日ノ丸自動車（日ノ丸バス）が一般路線バスを、日南町が日南中学校のスクールバスを運行していたが、非効率な運行により赤字が増大していた。そのため、スクールバスを路線バスへ統合することになった。1992年10月1日にスクールバスを廃止し、日ノ丸自動車の路線バスへ統合。スクールバス6台も同社に譲渡された。その際に町はスクールバス車両購入時に文部省（現：文部科学省）から支給された補助金を返還し、運輸省（現：国土交通省）から新たに補助金を支給された。
しかしその後に赤字が増大したため、さらなる効率化と経費削減を図るため、日南町は日ノ丸自動車の一般路線バスを町営バスへ転換することとした。2004年10月1日に日ノ丸自動車（日ノ丸バス）が撤退し、町が大新東に委託する形で運行開始した。その際に専用車両として、中型車の日野・レインボーワンステップバス4台とマイクロバスの日産・シビリアン1台が用意された。
ただし、以下の路線は日ノ丸自動車の一般路線バスのまま残された。
- 根雨 - 生山線

鳥取県日野郡日野町からの乗り入れ路線。2006年1月1日付で日野町営バスへ移管。運行は日本交通（タクシー部門）へ委託。
- 横田 - 阿毘縁線

島根県仁多郡横田町（現：奥出雲町）からの乗り入れ路線。1996年5月1日に一畑電気鉄道（現：一畑バス）から横田町内の路線を譲受。2005年10月1日に奥出雲交通（同日付で仁多交通から改称）へ移管。

### 学校統廃合による再編
2006年4月1日に町内の3小学校（山上・阿毘縁・大宮）の統合により「山の上小学校」が開校、これに伴い通学路線としてやまのうえ線を運行開始し、マイクロバスの三菱ふそう・ローザを1台導入した。
さらに2009年4月1日には、町内の全6小学校（山の上・日野上・多里・石見東・石見西・福栄）が統合され「日南小学校」が開校し、小学生の大量輸送が必要となったため、初の大型バスとして三菱ふそう・エアロスターワンステップを2台導入した。小学校の再統合により既存路線に集約してやまのうえ線を廃止したほか、石見循環線が廃止された。同日には一部の便をデマンドバス（一部は乗合タクシー）へ転換し、運行委託先が大新東・日南交通・多里まちづくりサポートセンターの3事業者となった。

### 巡回バス運行開始
2016年4月1日、新路線として町の中心地域を循環運行する巡回バス「たったもバス」が運行開始した。約1時間おきに運行され、道の駅にちなん日野川の郷を経由する。「たったも」は鳥取県の方言で「ひさしぶり」「毎度」を意味する。「たったもバス」専用車両として町のキャラクター「オッサンショウオ」のラッピングを施した日産自動車製の電気自動車が用意され、デザインは鳥取県米子市の株式会社キサ・クリエイティブが手掛けた。

## 運行内容

### 運行委託事業者
- 共立メンテナンス
- 日南交通 - デマンドバスのみ委託
- NPO法人多里まちづくりサポートセンター - デマンドバスのみ委託

過去の運行委託事業者
- 大新東

### 運賃・乗車券類
- 料金は大人200円、小学生以下は100円[1]。
- 定期券・回数券の設定もある[1]。他社の一般路線バスの乗車券類は使用できない。
- バス利用促進のため、日南町商工会の協賛を受けスタンプカード「日南町バスカード」を作成し、町内の協賛店で配布している。協賛店で買い物をする際にカードを提示するとスタンプが1個押印され、10個たまると町営バス・デマンドバス・巡回バスが1人1乗車無料となるサービスを行っている[4]。

## 営業所・車庫
- 日南町営バス運行事務所 - 共立メンテナンスPKP事業本部九州支店に管理委託
  - 鳥取県日野郡日南町生山382（道の駅にちなん日野川の郷に隣接）
- 阿毘縁車庫 - 共立メンテナンスPKP事業本部九州支店に管理委託
  - 鳥取県日野郡日南町阿毘縁
- 新屋車庫 - 共立メンテナンスPKP事業本部九州支店に管理委託
  - 鳥取県日野郡日南町新屋
- 下花口車庫 - 共立メンテナンスPKP事業本部九州支店に管理委託
  - 鳥取県日野郡日南町花口
- 上坂車庫 - 共立メンテナンスPKP事業本部九州支店に管理委託
  - 鳥取県日野郡日南町豊栄
- 日南交通有限会社 本社 - デマンドバスのみ
  - 鳥取県日野郡日南町丸山254-6[5]
- NPO法人多里まちづくりサポートセンター - デマンドバスのみ
  - 鳥取県日野郡日南町多里826 多里地域振興センター

## 路線
「たったもバス」以外は、各路線に植物名の愛称が付されている。路線の詳細は日南町公式サイト「町営バス ご利用案内」を参照。
- 大宮線「さくら号」：共立メンテナンス（デマンドバスは日南交通）に運行委託
  - 日南中学校前 - （日南病院） - 生山駅 - 諏訪 - 菅沢神社前 - 立石尻 - 印賀駐在所前 - 印賀局前 - 砥波 - 下阿毘縁
- 山上線「さつき号」：共立メンテナンス（デマンドバスは日南交通）に運行委託
  - 生山駅 - （日南病院） - 日南中学校前 - 日南町役場前 - 矢戸 - 山の上小学校前 - 農協山上支所前 - 阿毘縁車庫前
    - 奥出雲交通の横田 - 鳥上 - 阿毘縁線と接続している便はない。
- 多里線「いちい号」：共立メンテナンス（デマンドバスは多里まちづくりサポートセンター）に運行委託
  - 生山駅 - （日南病院） - 日南中学校前 - 日南町役場前 - 矢戸 - 河上木谷橋 - 多里小学校前 - 新屋
- 石見線「はなみずき号」：共立メンテナンスに運行委託
  - 日南中学校前 - 生山駅 - （日南病院） - 石見西小学校前 - 上石見駅前 - 下花口
- 福栄線「つつじ号」：共立メンテナンスに運行委託
  - 日南中学校前 - 生山駅 - （日南病院） - 市場 - 高代公民館前 - 上坂車庫前
- 巡回バス「たったもバス」：共立メンテナンスに運行委託
  - 日南町役場 - 日南中学校前 - 道の駅 - 生山駅 - 日南病院
    - 平日のみ運行。